# ケルティック・ウーマン
ケルティック・ウーマン（Celtic Woman）は、アイルランド出身の女性で構成される4人組の音楽グループ（過去には5人組、6人組の時代もあり）。結成後、ツアーやスケジュール等によりメンバーが変遷している。

## 概要
2004年9月15日、ケルティック・ウーマンはダブリン市内でPBSの公開番組収録を行った。プロデューサーのSharon Browne、Dave Kavanagh、ディレクターであり作曲家でもあるデヴィッド・ダウンズ（David Downes）によって、この番組は2005年3月にアメリカで放送され、それから数週間のうちにファースト・アルバム『Celtic Woman』がビルボード世界音楽チャート1位に輝いた。2006年7月22日には68週連続1位となり記録を更新、最終的に81週連続1位という記録を残した。ダブリン市内での収録映像はDVD化され、アルバムと同時発売された。
2006年2月に行われたトリノオリンピックのフィギュアスケートで金メダルを受賞した荒川静香が、エキシビションで「ユー・レイズ・ミー・アップ」を使用し、日本でケルティック・ウーマンが知られるきっかけになった。以降、2007年のテレビドラマ「白虎隊」のエンディングテーマ、松下電器産業の薄型大画面テレビ「VIERA」のCMソング、探偵!ナイトスクープなどで使用されている。また、2011年3月29日には、2011年3月11日に発生した東日本大震災（東北地方太平洋沖地震）の復興支援を目的に行われたサッカーの慈善試合「東北地方太平洋沖地震復興支援チャリティーマッチ がんばろうニッポン!」で、試合後に参加全選手が場内を一周した際のBGMにも使用された。
セカンド・アルバム『Celtic Woman: Christmas Celebration』(2006年10月3日発売）は世界音楽チャート2位を獲得した。
サード・アルバム発売前の2006年8月23日と24日、ミース県のスレイン城でヘイリー加入お披露目となるライブを行い、PBSの番組として同年12月に放送された。サード・アルバム『Celtic Woman: A New Journey』は、2007年1月30日にDVDと同時に発売され、世界音楽チャート1位を獲得した。
2008年10月15日には新曲を2曲、未発表曲を1曲、そのほか既発表曲のリミックス版、新録版も収められたベスト盤『The Greatest Journey』が発売され、遅れて11月12日にはDVD（日本語版）もリリースされた。新曲や改めて録音された「You Raise Me Up」には新メンバーのリンも加わっている。
2010年1月26日にアルバム『Songs From The Heart』が世界で同時発売された。PBSの番組及びDVD用の映像として、2009年の11月にアイルランド、ダブリン郊外のパワーズコート・ハウス&ガーデンにてコンサートが行われ、収録された。シンディ・ローパー（True Colors）やビリー・ジョエル、スティング（Fiels of Gold）、フィル・コリンズ（You'll Be In My Heart）、マライア・キャリー&ホイットニー・ヒューストン（When You Believe）のカヴァーなど、以前よりもポピュラー・ミュージックに接近した内容となっている。リンとアレックスのソロ曲も収録されている。同年2月より「Songs From The Heart Tour」を開始。2011年のツアー中にアレックスが脱退し、初のオーストラリア公演直後にリンも脱退した。代わって2011年の2月から始まった北米ツアーよりリサ・ラムが参加した。
2011年公開の映画『プリンセス・トヨトミ』のエンディングに『Princess Toyotomi〜永遠の絆』が選ばれた。
2011年の12月に「Symphony Tour」と題したクリスマス・コンサートを北米で開催した。2012年1月には初めてとなる中国公演（「Songs From The Heart Tour」の一環）が予定されていたが、8月になって突如中止された。
2012年1月24日にアルバム『Believe』を発売。クリスマス企画盤（「A Christmas Celebration」）・ベスト盤（「The Greatest Journey」）・編集盤（「A New Journey ～Special Edition」、「Lullaby」、「ビリーヴ～永遠の絆」、「ビリーヴ～永遠の絆 + ソングス・フロム・ザ・ハートLIVE」）を含めれば10枚目のアルバム、完全なオリジナル盤としては4枚目のアルバムとなる。なお、PBSの番組及びこのアルバムと同時発売となるDVDの映像を収録するために9月6日と9月7日に行われたコンサートは、今までと異なり初めてアイルランド国外（アメリカ合衆国ジョージア州アトランタにあるFox Theatre）で行われた。「Believe Tour」は2012年2月3日の北米ツアーからスタートし、その後、ヨーロッパ・ツアーが行われた。

## メンバー
ボーカル（現メンバー）
- タラ・マクニール（英語: Tara McNeill）2015年8月ハープ奏者として初参加。自身のプロジェクトに移ったマレード・ネスビットに代わる形で、2016年8月新メンバーとして発表される。
- ミーガン・ウォルシュ（英語: Megan Walsh）
  - 2018年7月Ancient Landのレコーディングに参加。出産で離れたスーザン・マクファーデンに代わる形で、2018年8月新メンバーとして発表される。
- ムルゲン・オマホニー Muirgen O'Mahony
  - 2021年マレード・カーリンに代わって加入。Postcards from Irelandのレコーディングに参加。
- ハンナ・トレイノー Hannah Traynor
  - 2022年クロエ・アグニューに代わって加入。クリスマスツアーに参加予定。

発足メンバー（現在は全員脱退）
- クロエ・アグニュー Chloë Agnew
  - 2013年に一時的に脱退した。2020年1月再加入したが、2022年8月に再び脱退。
- リサ・ケリー Lisa Kelly
  - アイルランドの歴史ダンスミュージカル「リバーダンス」にリサ、リン、メイヴ、マレードが出演。
  - 2008年に一時的に脱退した。リサ・ケリー・ヴォイス・アカデミー設立のため、2013年に脱退。
- オーラ・ファロン（英語: Órla Fallon）(Órlagh Fallon)   アイリッシュハープも担当
  - クラナドのサポートメンバーとしての活動やカーネギーホールでの講演の経験もある。
  - 2009年より、家族との時間を優先するため、メンバーを離れることになった
- メイヴ・ニー・ウェルカハ Méav Ní Mhaolchatha
  - 家族と過ごすことを優先する、またソロアルバムに専念する等の理由でグループへの参加は間欠的だった。
  - 2012年10月発売のアルバム「ホーム・フォー・クリスマス」に参加している。
  - 2015年を最後に活動への参加は無い[8][9]。
- マレード・ネスビット Máiréad Nesbitt
  - クラナドやドーナル・ラニーのバンドのサポートメンバーとしての活動経験もあるフィドラー。2016年8月、公式ホームページおよびTwitter, Facebookで、脱退が発表される[10]。

旧メンバー
- スーザン・マクファーデン（英語: Susan McFadden）[11]
  - リサ・ケリーの産休で2012年2月からケルティック・ウーマンに加入したメンバー。
  - ブライ・マクファーデンの妹。
- マレード・カーリン（英語: Mairead Carlin） as Jennifer (日本の声優：悠木碧)
  - クロエ・アグニューの脱退により2013年から加入したメンバー。
- エイヴァ・マクマーン（英語: Éabha McMahon） [12] as Kylie (日本の声優： 安倍なつみ)
  - リサ・ラムの活動休止に伴い一時復帰したリン・ヒラリーに代わり、2015年のオーストラリアツアーから参加。
  - Anúnaの元メンバー（当時最年少）で、シャン・ノースの歌い手。
- リン・ヒラリー Lynn Hilary
  - メイヴがしばらく離れることになって、Anúnaの元メンバーであり、リバーダンスでリードヴォーカルを務めたリンが2007年10月の米国ツアーより参加することとなった。
  - 2010年11月オーストラリアツアー後、アイルランド中心の生活、家族と過ごすことを優先するとして、一時、メンバーを離れることになった[13]。
  - 彼女の代わりとして起用されたリサ・ラムが一時的な休暇を取得したため、2014年の春のツアー・メンバーとして2015年までの期限で復帰した。
- アレックス・シャープ（英語: Alex Sharpe）
  - オーラが離れることになって、2009年のツアーよりフルタイムで参加することになった。これまではミュージカル等で活躍している。
  - 2010年スプリングツアーを最後に、家族との時間を優先するために一時、メンバーを離れることになった[14]。
  - 2015年5月に期間限定で復帰した[15][16]。
- リサ・ラム（英語: Lisa Lambe）
  - 2011年スプリングツアーより参加。経験豊かな歌手であり女優である[17]。
- ディアドレ・シャノン（英語: Deirdre Shannon）  （メイヴの代役として、2005年のツアーメンバー）
- ヘイリー・ウェステンラ Hayley Westenra  （メイヴの代役として、2006年8月24日-2007年前半のツアーメンバー）
  - （アイルランド系ニュージーランド人。日本のテレビドラマ『白い巨塔』（2003年）のテーマ曲となった「アメイジング・グレイス」を歌った。2006年、3rdアルバムCD&DVD『ニュー・ジャーニー~新しい旅立ち~』に参加。

## ディスコグラフィ

### アルバム
- 『ケルティック・ウーマン』 - Celtic Woman（2006年）
- 『クリスマス・セレブレーション』 - A Christmas Celebration（2006年）
- 『ニュー・ジャーニー～新しい旅立ち～』 - A New Journey（2007年）
- A Celtic Family Christmas（2008年）
- 『ソングス・フロム・ザ・ハート』 - Songs from the Heart（2010年）
- 『ララバイ』 - Lullaby（2011年）
- An Irish Journey（2011年）
- A Celtic Christmas（2011年）
- 『アウェイクニング～めざめの瞬間～』 - Awakening（2012年）
- 『心のクリスマス』 - Home for Christmas（2012年）
- 『エメラルド～音の宝石』 - Emerald - Musical Gems（2014年）
- Destiny（2015年）
- 『ヴォイセズ・オブ・エンジェルズ』 - Voices of Angels（2017年）
- Ancient Land（2018年）
- Postcards from Ireland（2021年）

### コンピレーション・アルバム
- 『ザ・グレイテスト・ジャーニー』 - The Greatest Journey（2008年）
- 『ビリーヴ～永遠の絆～』 - Believe（2011年）※日本限定コンピレーション・アルバム

### 映像作品
- A New Journey: Live at Slane Castle, Ireland（2007年）

## その他
- アルバム『ケルティック・ウーマン』にはエンヤの「オリノコ・フロウ」のカバーが収録されている。
- また、同じアルバムに収録されている『YOU RAISE ME UP』はシークレット・ガーデンのカバーである。
- Wii用ゲームソフトFOREVER BLUE 海の呼び声ではゲーム中のBGMとして「One World」などの計13曲が収録されている。